# Pfarrkirche Baden-St. Stephan

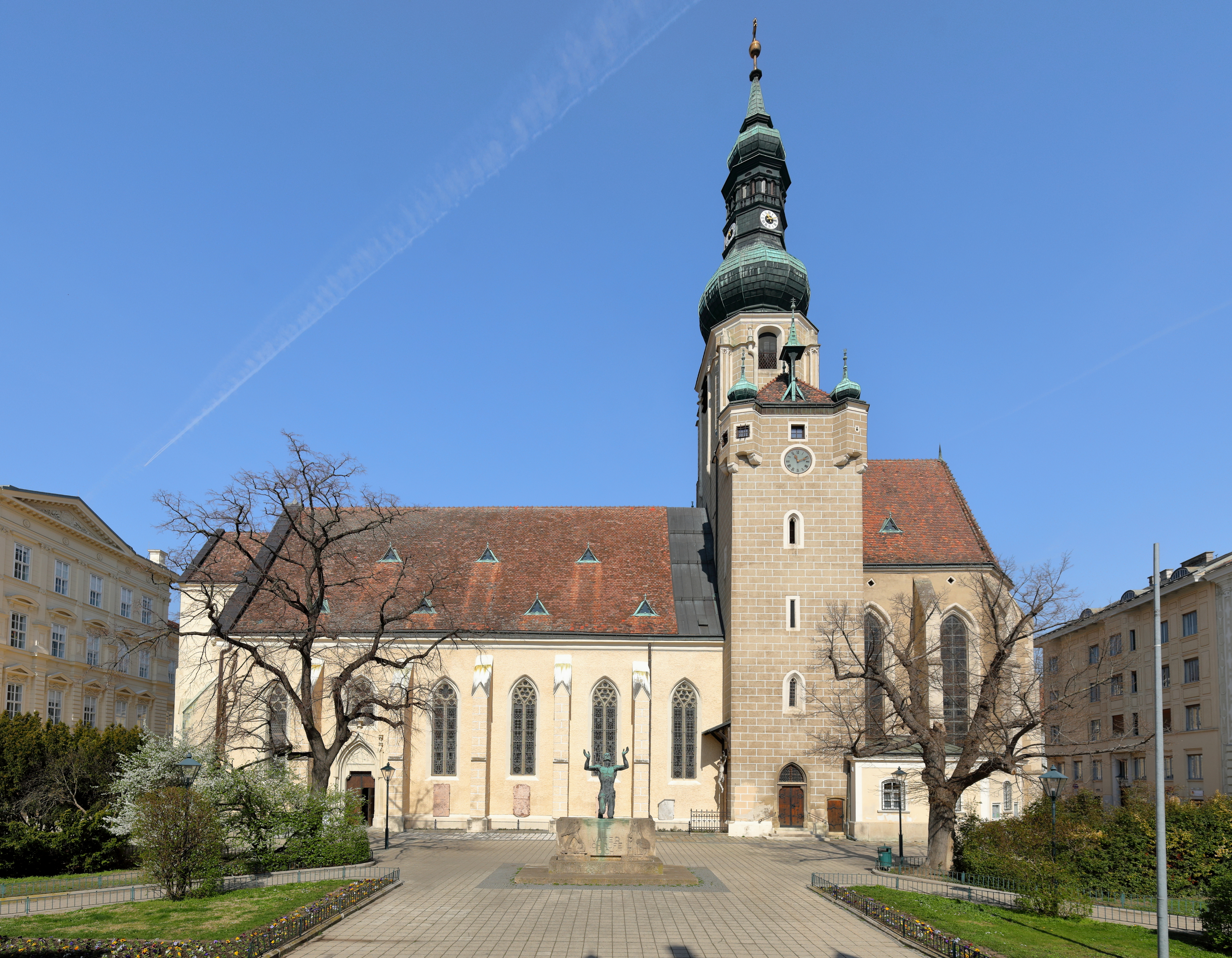
Pfarrkirche St. Stephan

Die Stadtpfarrkirche St. Stephan ist eine römisch-katholische Kirche und steht am östlichen Rand des alten Stadtkernes (Pfarrplatz) von Baden in Niederösterreich. Der Turm mit dem charakteristischen barocken Zwiebelhelm ist schon von weit her sichtbar und prägt bis heute das Stadtbild. Die Pfarrkirche steht unter Denkmalschutz.

## Geschichte
Kirchlich gehörte Baden durch Jahrhunderte zur Diözese Passau. An diese lange Verbundenheit erinnert, dass die Pfarrkirche von Baden dem hl. Stephanus geweiht ist, dem Patron von Passau. Ursprünglich war Baden eine Filiale der Pfarrkirche Traiskirchen.
Im Jahre 1220 wurde erstmals urkundlich ein Priester in Baden erwähnt. Welche Stellung er hatte – er könnte Kaplan an der Burg Baden gewesen sein – wurde nicht erwähnt. Als Traiskirchen mit all seinen Filialen dem Stift Melk unterstellt wurde, kam es 1312 zur Loslösung Badens von Melk. Es wurde nun selbstständige Pfarre unter dem Patronat von Stift Melk. Nach länger anhaltenden Streitigkeiten zwischen den Bischöfen von Passau und dem Stift Melk trat 1693 das Stift das Patronatsrecht an Passau ab. Als die 1469 gegründete Diözese Wien zum Erzbistum erhoben wurde, kam es 1729 zur Abtretung des bisher zu Passau gehörenden Gebietes südlich von Wien, darunter auch Baden. 1784 wurde Baden schließlich landesfürstliche Pfarre.
Aus dem ursprünglichen Pfarrgebiet von Baden sind mehrere neue Pfarren entstanden: Sooß (ab 1783 Pfarre St. Anna), St. Christoph (Weikersdorf) (1783 als St. Helena zur Pfarre erhoben) und St. Josef (Leesdorf) (1990 zur Pfarre erhoben). Die Pfarre ist heute mit ca. 6000 Katholiken eine der größten Pfarren des Dekanates Baden. Neben der Pfarrkirche gehören auch noch andere Kirchen und Kapellen zum Seelsorgebereich der Pfarre, darunter die Frauenkirche in Baden.

## Äußeres
Die Baugeschichte der Pfarrkirche vor dem Neubau am Ende des 15. Jahrhunderts lässt sich nur anhand der noch vorhandenen Bauteile vermuten. Urkundlich erwähnt ist lediglich die Existenz eines Karners (Beinhaus) im Jahre 1258. Da aber schon vor dieser Zeit Priester in Baden gewirkt haben und die Burg Baden sicherlich über eine Kirche oder Kapelle verfügte, kann man annehmen, dass sich bereits gegen Ende des 12. Jahrhunderts auf dem heutigen Platz ein Kirchenbau befand.
Der unmittelbare Vorgängerbau stammt aus der Romanik. Diese Kirche war vermutlich ein dreischiffiger Bau mit zwei niedrigen Türmen zwischen denen sich der Altarraum und die Apsis befanden. Um 1400 wurde mit dem Bau eines gotischen Presbyteriums samt Unterkirche begonnen, das über der romanischen Apsis erbaut wurde und diese schließlich ersetzte. Das Langhaus der Kirche wurde in der zweiten Hälfte des 15. Jahrhunderts errichtet, und zwar unter Einbeziehung der romanischen Außenmauern. In diese Zeit fällt auch die Errichtung des Hauptturmes über den beiden bestehenden romanischen Türmen. Diese Arbeiten – vermutlich durch eine teilweise Zerstörung der Kirche während der Ungarneinfälle notwendig geworden – mussten in diesen unruhigen Zeiten immer wieder unterbrochen werden. Der Hauptturm schließlich wurde nicht vollendet und nur mit einem Satteldach bedeckt. Erst im Jahre 1697, nachdem der Turm in den Türkenkriegen beschädigt wurde, setzte man den heute so typischen barocken Zwiebelhelm auf. Die am nördlichen Vorturm noch vorhandenen Reste einer „Mordgalerie“ erinnern an die Einbeziehung der Kirche in die Verteidigungsanlagen der Stadt. Um das Jahr 1480 soll die Gotisierung abgeschlossen gewesen sein. Rätsel gibt der im Westen über dem Hauptportal befindliche Turm auf. Der sogenannte „abgeschossene Turm“ ragte einst weit über das Dach hinaus und wurde, wie der Hauptturm, in den Türkenkriegen schwer beschädigt. Erst 1827 erhielt er sein heutiges Aussehen. Man nimmt an, dass auch dieser Turm aus der Zeit der Gotik stammt.
Im 67 Meter hohen Turm befinden sich die sogenannte Paramentenkammer und die Türmerwohnung, in der noch bis ins 20. Jahrhundert der Mesner gewohnt hat. Die Glockenstube birgt fünf Glocken. Von ihnen überdauerten zwei die Weltkriege: die „Große Glocke“ (2000 kg, Ton: H) aus dem Jahr 1832 und die „Litaneiglocke“ (950 kg, Ton: e) von 1764. Die drei anderen Glocken wurden 1949 gegossen: die „Marienglocke“ (Ton: fis), die „Josefsglocke“ (Ton: gis) und die „Urbaniglocke“ (Ton: h).
Maße
- Länge 55 m
- Breite 20 m
- Turm 67 m

## Ausstattung

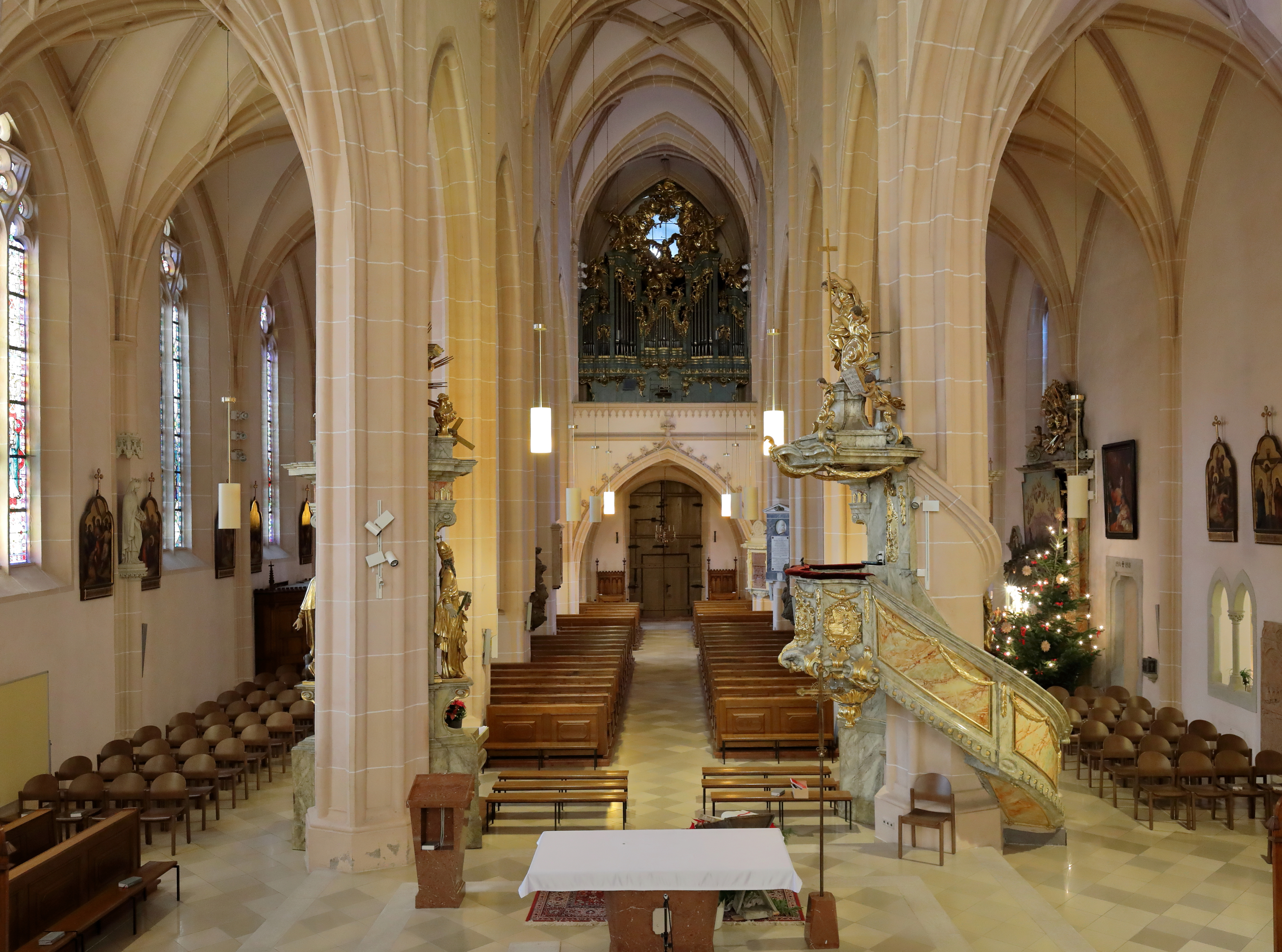
Blick in das Langhaus

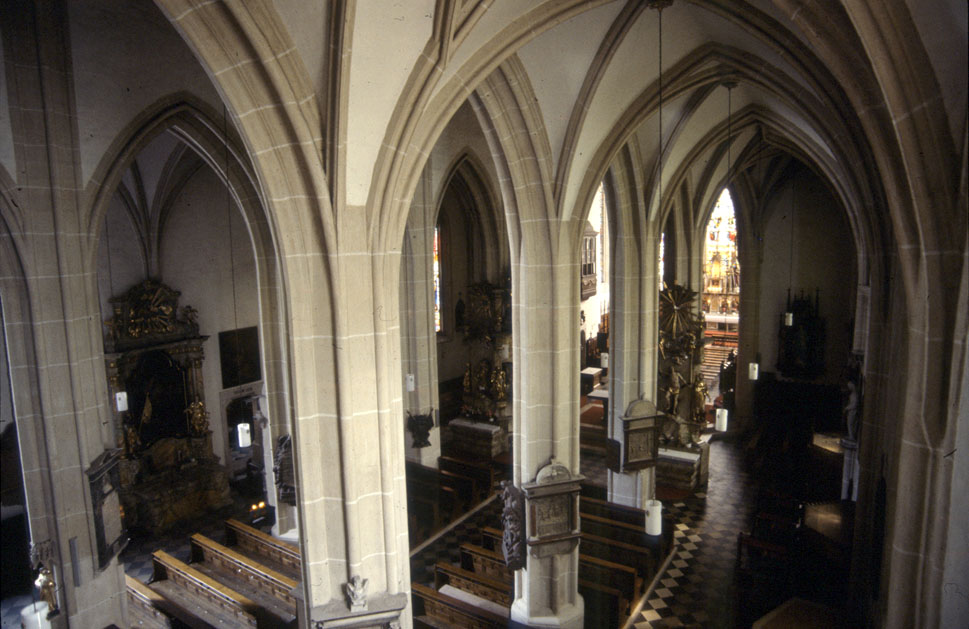
Blick von der Empore

Einrichtungsgegenstände aus der Zeit der Romanik und der Gotik sind kaum vorhanden. Aus der Romanik finden sich noch Tierköpfe, die unter den Gewölben des Mittelschiffes eingemauert sind. An die Gotik erinnern vor allem der Taufbrunnen und mehrere Engelsfiguren an den Kirchenmauern und am Südtor. Die Zeit nach 1480 bis 1683 steht im Zeichen der Türkenkriege und der Reformation, an der sich die Badener Pfarrer eifrig beteiligten. Daher sind aus der Renaissancezeit nur Grabdenkmäler erhalten, von denen einige an den Säulen der Kirche befestigt sind. Bemerkenswert ist eine Grabplatte in der Josefskapelle für den Badener Pfarrer Vinzenz Bauernfeind († 1517).
Die Türkenkriege von 1529 und 1683 brachten schwere Zerstörungen mit sich. So musste neben dem Aufsetzen der Turmzwiebel vor allem das Innere der Kirche im barocken Stil erneuert werden. Im Laufe des 18. Jahrhunderts erfolgte die Aufstellung mehrerer Seitenaltäre im Langhaus der Kirche: am Beginn jedes Seitenschiffes, der Marienaltar mit der Kanzel, der Sebastiansaltar und der Antoniusaltar. Auch die Josefskapelle wurde barockisiert. Dort wo heute der Volksaltar steht, errichtete man einen Altar zu Ehren des Heiligen Kreuzes, der aber im Jahre 1758 in den ehemaligen Sakristeiraum unter dem Nordturm (Kreuzkapelle) versetzt wurde. Zur selben Zeit beendete man den Bau der heutigen Sakristei. Erwähnenswert ist auch, dass der Sebastiansaltar von der Badener Bürgerschaft zur Erinnerung an das Pestjahr 1713 gestiftet wurde. Dies wird durch eine Votivtafel bezeugt, die heute über dem Ausgang bei der Sakristei hängt. Im Presbyterium wurden die Fenster fast bis zur Gänze zugemauert und ein barocker Hochaltar aufgestellt. Das Altarbild mit der Darstellung der Steinigung des hl. Stephanus malte der berühmte Barockkünstler Paul Troger. Auch in der Sakristei hat das Barock seine Spuren hinterlassen: den Altar zu Ehren des hl. Franz Xaver und den wertvollen barocken Sakristeischrank aus dem Jahr 1743.
Im Jahr 1880 begannen umfangreiche Regotisierungsarbeiten. 1893 wurde der barocke Hochaltar durch den bestehenden ersetzt. Lediglich das Hochaltarbild verblieb in der Kirche und bekam seinen heutigen Platz über dem Ausgang bei der Sakristei. Die zugemauerten Fenster im Presbyterium wurden wieder geöffnet. Ebenso wurde die neugotische Vertäfelung und das Chorgestühl errichtet. Auch die Altäre in den Seitenschiffen sowie die Josefskapelle und die Kreuzkapelle wurden regotisiert. Schmerzlich ist, dass man in diesem Zuge die original gotischen Statuenkonsolen an den Wänden durch neugotische ersetzt hat. Lediglich eine ist erhalten geblieben und im Badener Schiestl-Hof zu bewundern. Mit der Umgestaltung der Seiteneingänge endete 1913 die Regotisierung der Pfarrkirche.
In den 70er Jahren fand die große Innen- und Außenrenovierung der Kirche statt. Es wurden am Nordtor im Zuge der Installierung einer Fernheizung mehrere Räume angebaut. Bei der Innenrenovierung wurde der Volksaltar und die heutige Session errichtet. Die neugotischen Altäre in den Seitenschiffen wurden entfernt, lediglich die Altarstatuen verblieben. Auch die schadhaften barocken Kirchenbänke wurden durch neue ersetzt. Im Jahr 1989 wurde der Altar der Kreuzkapelle schließlich in den Pfarrhof übertragen und dort eine Kapelle eingerichtet.

## Orgel
Die Orgel der Pfarrkirche war ursprünglich für die Dorotheerkirche in Wien gebaut worden. 1787 wurde sie von den Brüdern Johann und Josef Wiest, Orgelbauern in Wien, nach Baden übersetzt. Sie ist ein Werk des bekannten Orgelbauers Johann Hencke, der sie 1744 geschaffen und 1762 restauriert hatte.
Bei einem Neubau im Jahre 1987 (Orgelbau Gerhard Hradetzky, Oberbergen in Niederösterreich), unter Verwendung des alten Gehäuse, wurden teilweise die Originaltasten wieder eingebaut, auf denen schon Mozart und vermutlich auch Beethoven gespielt haben. Die Orgel verfügt über 28 Register, verteilt auf zwei Manuale und Pedal.
Mozart, der bei der Aufführung mehrerer seiner Messen in Baden St. Stephan mitgewirkt hatte, war mit dem damaligen Chorleiter Anton Stoll befreundet und widmete ihm 1791 sein berühmtes Ave verum, KV 618, das wahrscheinlich am 23. Juni 1791 in der Pfarrkirche uraufgeführt wurde.

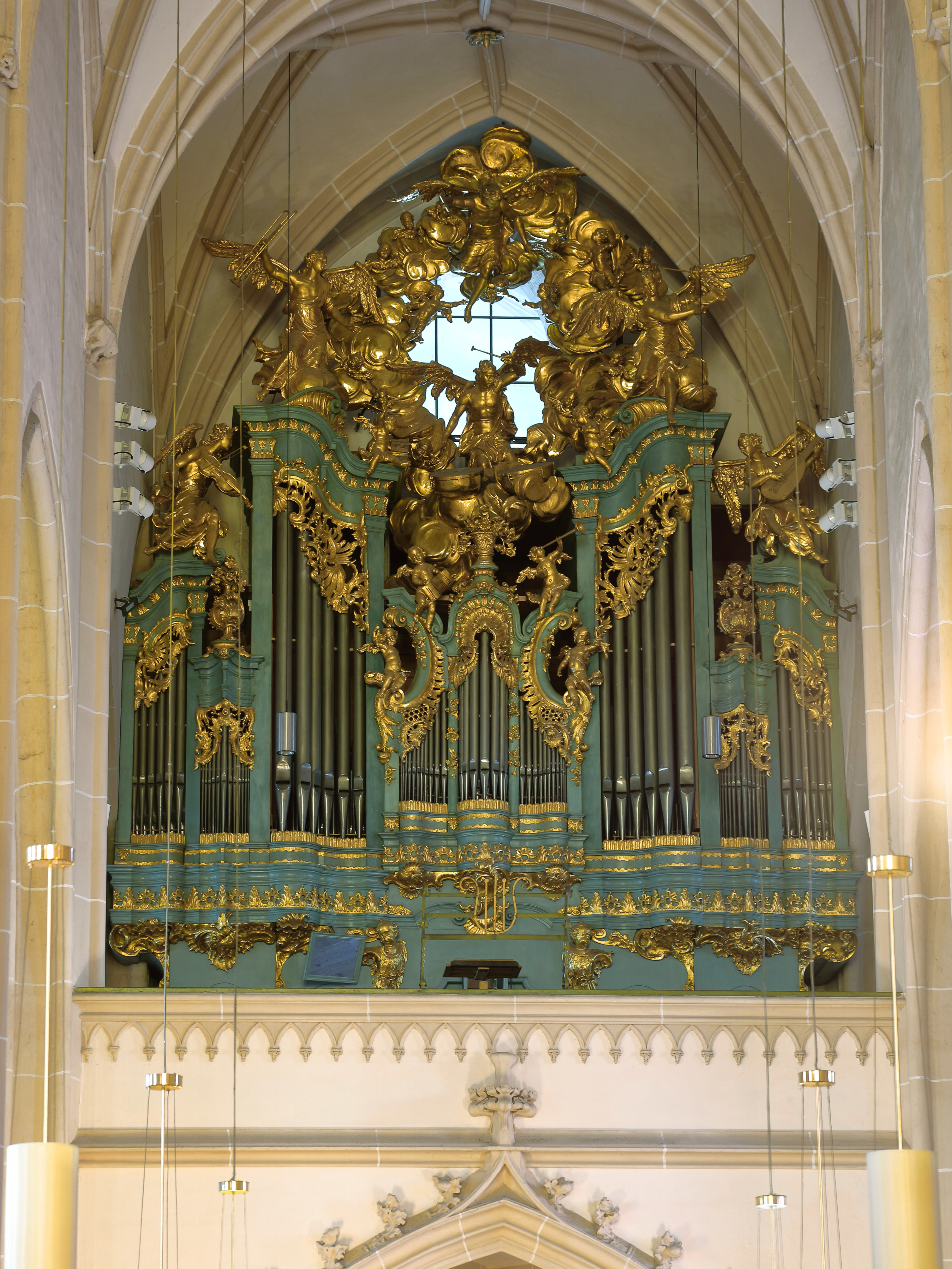
Prospekt der Henke-Orgel

Sie ist wie folgt disponiert:
| I. Hauptwerk |              |     |
| 1.           | Principal    | 8′  |
| 2.           | Octav        | 4′  |
| 3.           | Quint        | 3′  |
| 4.           | Super Octav  | 2′  |
| 5.           | Mixtur V     | 2′  |
| 6.           | Cymbel III   | 1′  |
| 7.           | Bordon       | 16′ |
| 8.           | Waldt Fleten | 8′  |
| 9.           | Quintadena   | 8′  |
| 10.          | Spitz Fleten | 4′  |

| II. Positiv |                 |       |
| 11.         | Gamba           | 8′    |
| 12.         | Principal       | 4′    |
| 13.         | Octav           | 2′    |
| 14.         | Quinta          | 1 ⁄2′ |
| 15.         | Mixtur IV       | 1 ⁄2′ |
| 16.         | Copel           | 8′    |
| 17.         | Fleten gedeckt  | 4′    |
| 18.         | Sesquialtera II |       |
| 19.         | Krum Horn (B/D) | 8′    |

| Pedal |                |     |
| 20.   | Contra Bass    | 16′ |
| 21.   | Principal Bass | 8′  |
| 22.   | Oktav          | 4′  |
| 23.   | Mixtur III     | 3′  |
| 24.   | Octav Bass     | 8′  |
| 25.   | Quinta         | 6′  |
| 26.   | Groß Posaun    | 16′ |
| 27.   | Octav Posaun   | 8′  |